# Dinkelsbühl
Dinkelsbühl este un oraș din Franconia Mijlocie (germană Mittelfranken), landul Bavaria, Germania.

## Orașe înfrățite
- Edenkoben, Germania
- Porvoo, Finlanda
- Guérande, Franța
- Sighișoara, România
- Jingjiang, China
- Schmalkalden, Germania

Dinkelsbühl
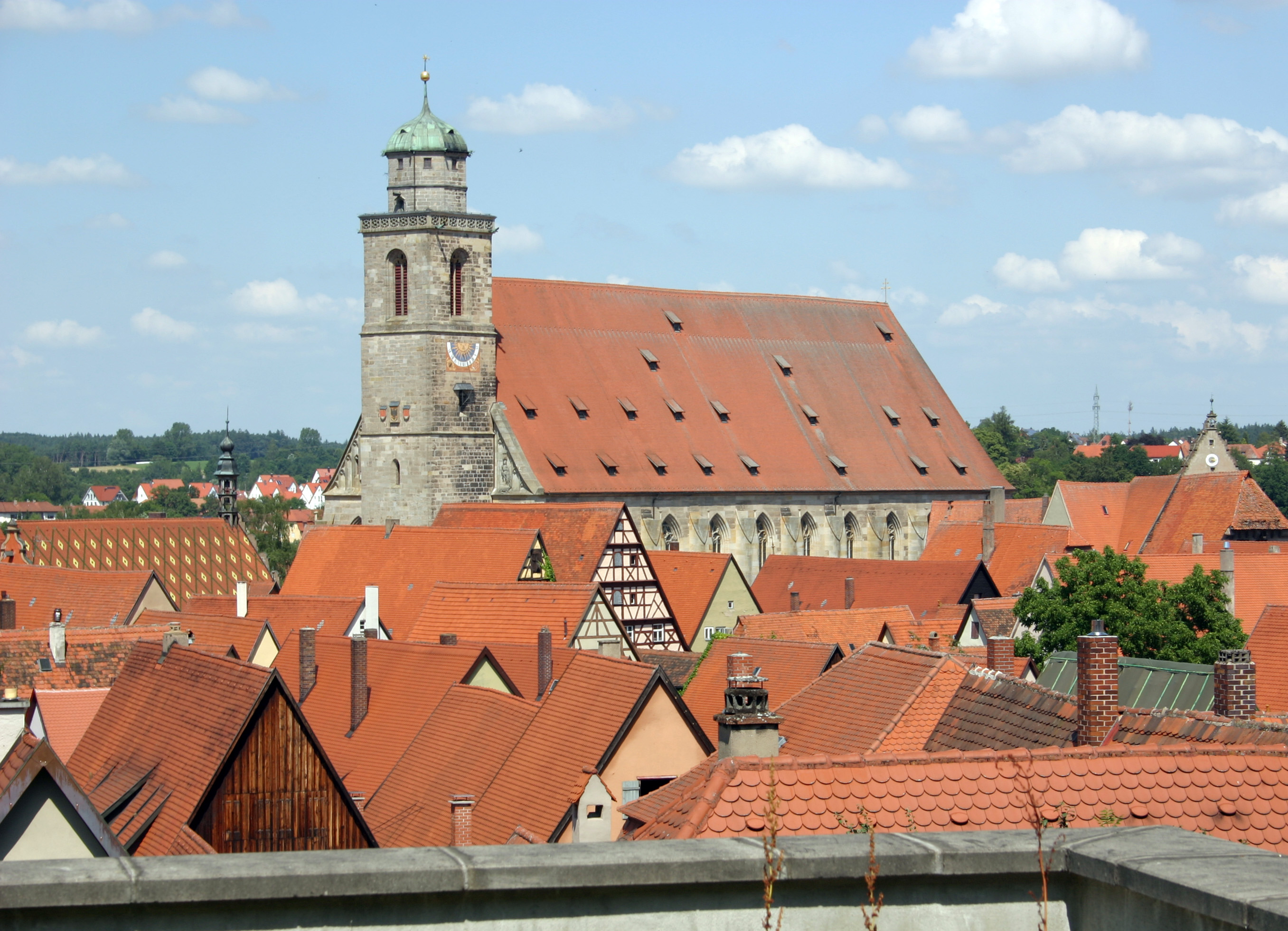
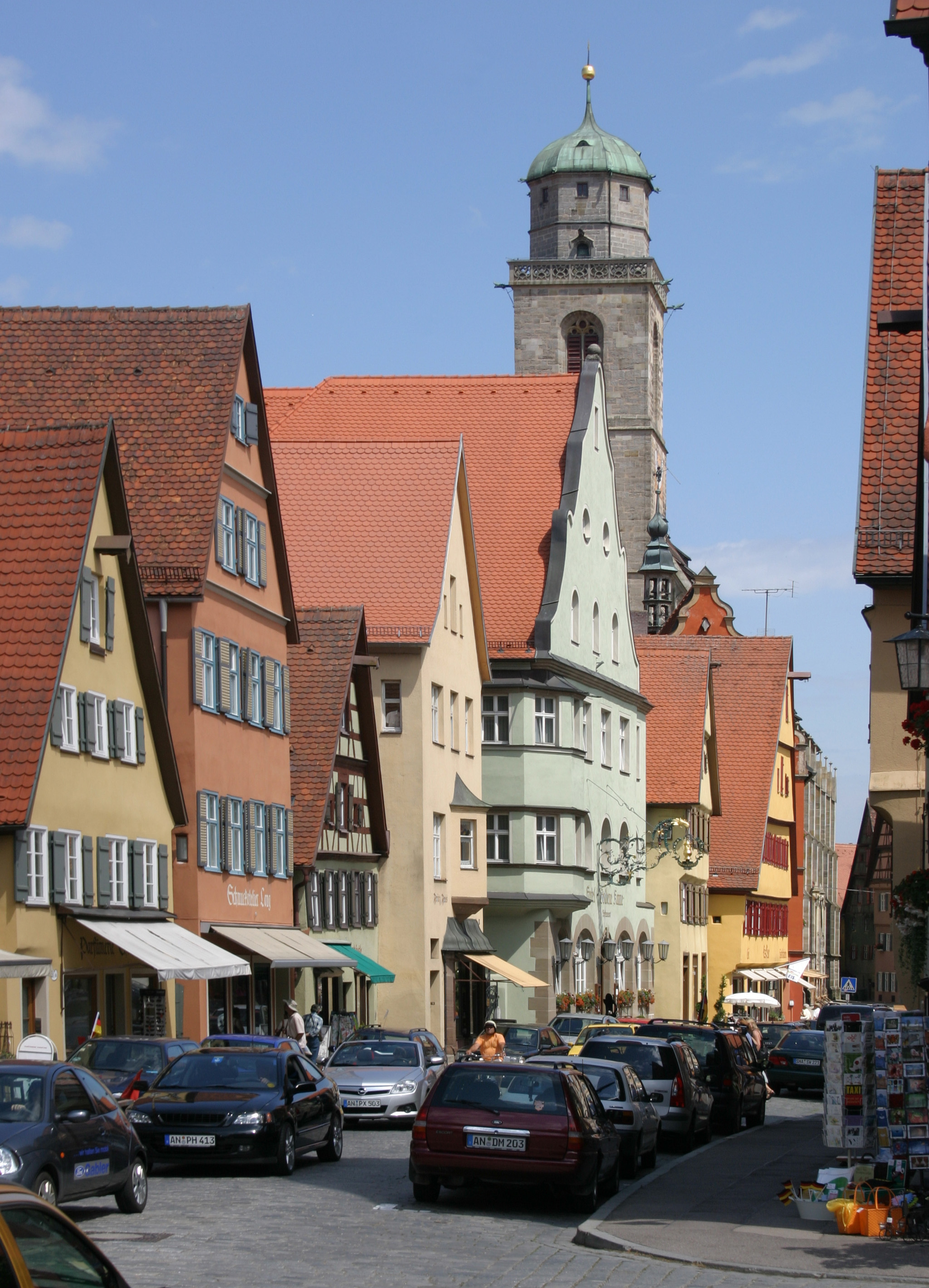
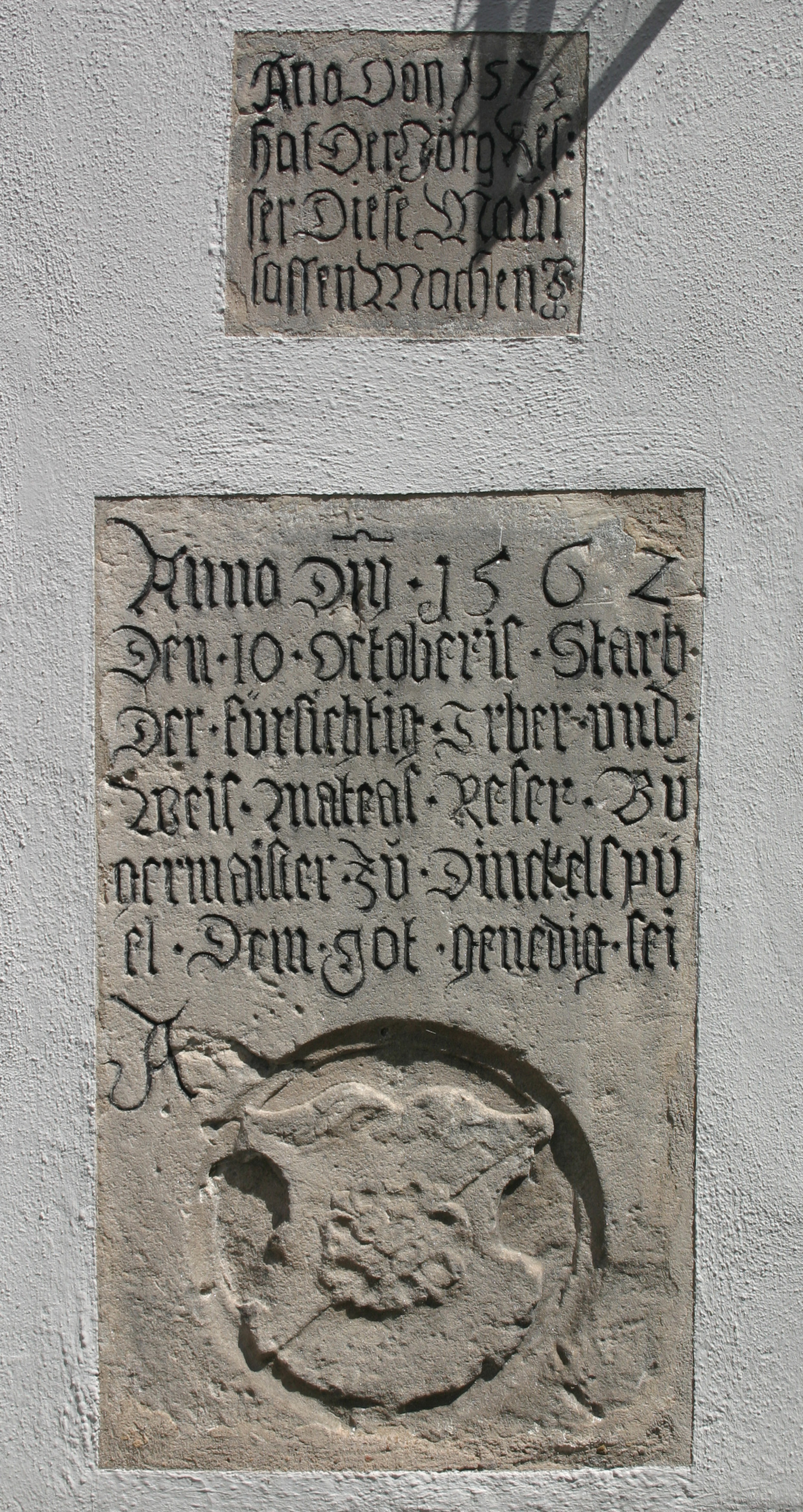
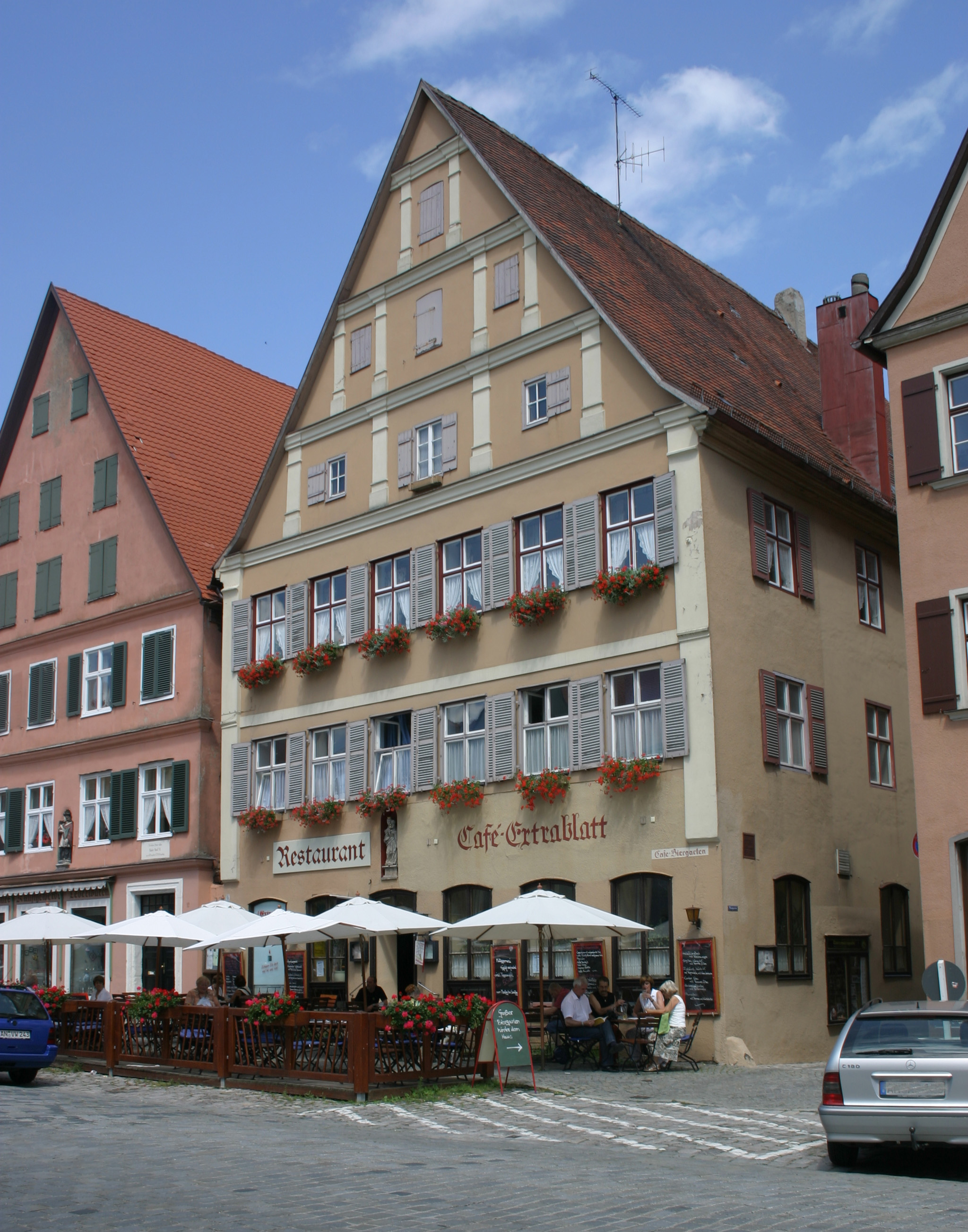
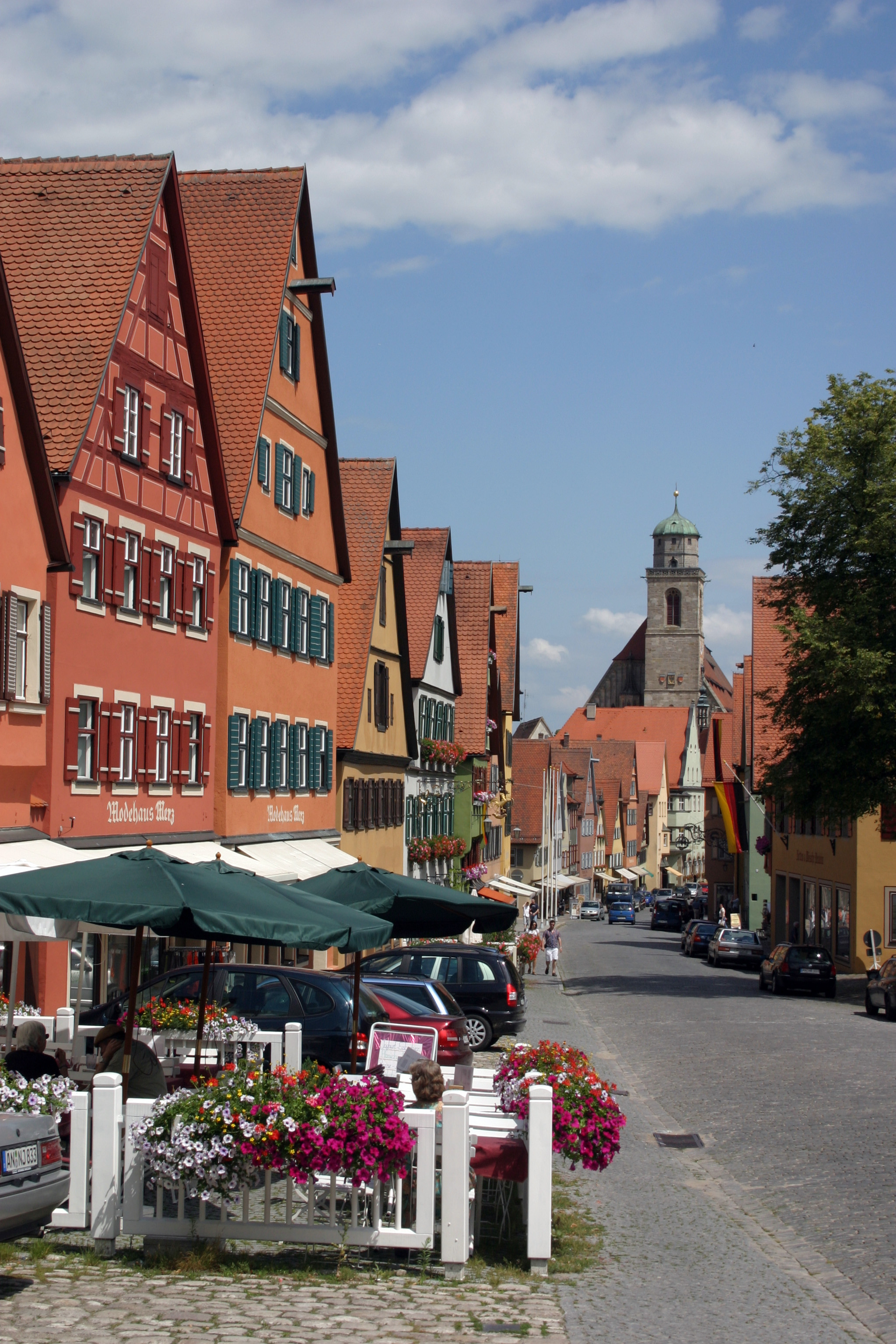
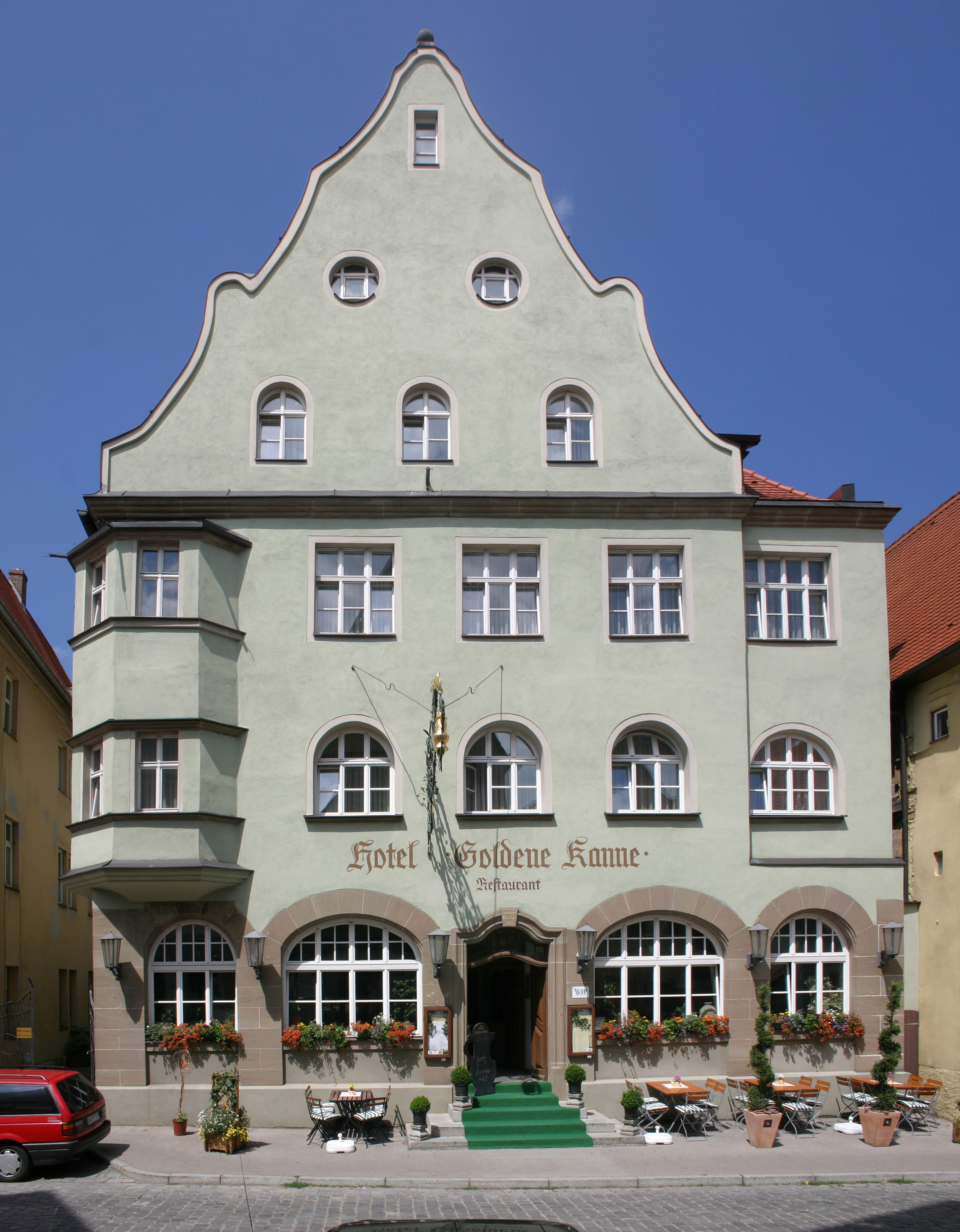
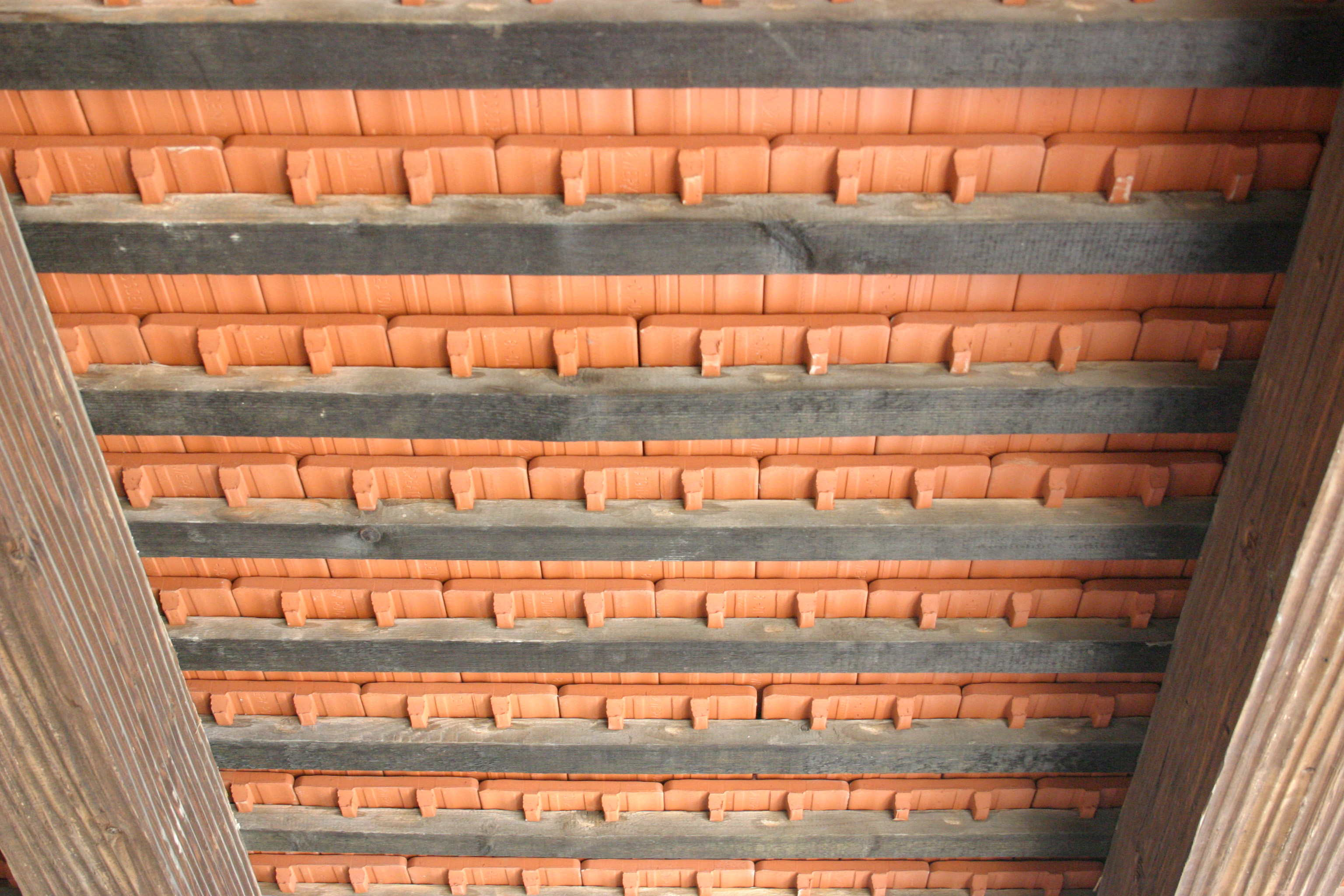
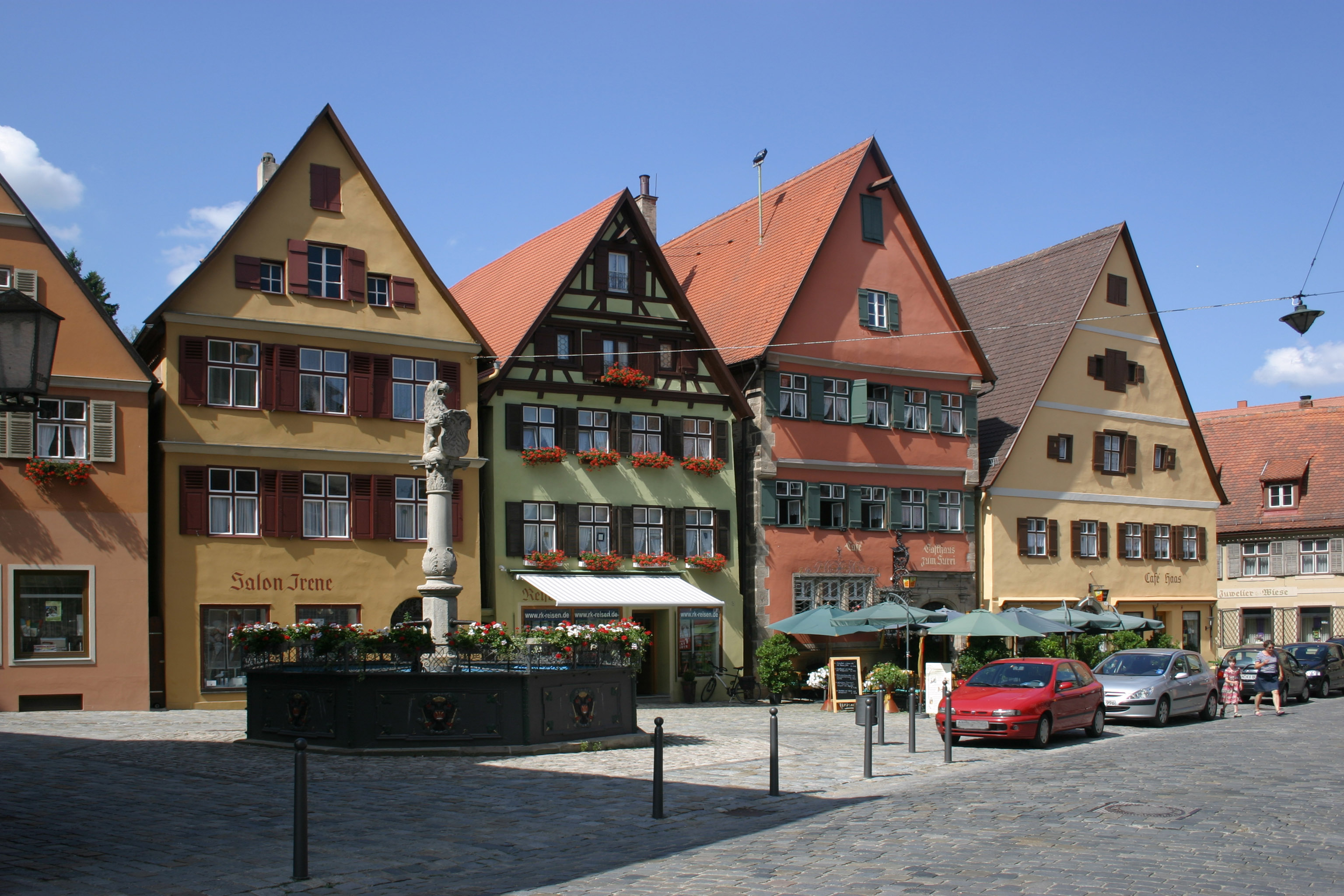